# Dakrioadenitis
Dakrioadenitis (lat. dacryoadenitis) upala je suzne žlijezde.

## Uzroci, učestalost i faktori rizika
Akutni dakrioadenitis najčešće je uzrokovan virusnim ili bakterijskim infekcijama. Česti uzroci uključuju podušnice, infekcije Epstein-Barrovim virusom te infekcije bakterijama stafilokokima i gonokokima.
Kronični dakrioadenitis obično je posljedica neinfektivnih upalnih poremećaja, kao što su sarkoidoza, distireoidna oftalmopatija i pseudotumor orbite.

## Simptomi
- Oticanje na vanjskom dijelu gornjeg kapka, s mogućim crvenilom i osjetljivošću.
- Bol u području otekline.
- Pretjerano suzenje (epifora) ili iscjedak.
- Oticanje limfnih čvorova ispred uha.

## Znakovi i dijagnostički testovi
Dakrioadenitis se može dijagnosticirati pregledom oka i očnih kapaka. Posebni testovi, primjerice kompjuterizirana tomografija (CT), mogu biti potrebni u potrazi za uzrokom. Ponekad je potrebna biopsija kako bi se isključila dijagnoza tumora suzne žlijezde.

## Liječenje
Ako je uzrok dakrioadenitisa virusne etiologije, primjerice podušnice, dovoljno će biti odmaranje te topli, suhi oblozi na upaljenu žlijezdu. Za druge uzroke terapija je specifična, prema uzročniku.

## Prognoza
Kod većine bolesnika oporavak je potpun. Za stanja s ozbiljnijim uzrocima, poput sarkoidoze, prognoza bolesti ovisi o prognozi osnovne bolesti.

## Komplikacije
Dovoljno jake otekline mogu vršiti jak pritisak na oko i poremetiti vid. Neki pacijenti, za koje se najprije mislilo da imaju dakrioadenitis, mogu najzad bolovati od malignog tumora suzne žlijezde.

## Prevencija
Podušnice se mogu spriječiti cijepljenjem. Infekcije gonokokom mogu se spriječiti uporabom kondoma. Ostali uzroci ne mogu se spriječiti.

## Vanjske poveznice
- Source (NIH/Medline)
- eMedicine
- Photo (at Columbia)
- DDB3430

|  | Molimo pročitajte upozorenje o korištenju medicinskih informacija. Ne provodite liječenje bez savjetovanja s liječnikom! |